# Ligumia subrostrata
Ligumia subrostrata är en musselart som först beskrevs av Thomas Say 1831.  Ligumia subrostrata ingår i släktet Ligumia och familjen målarmusslor. Inga underarter finns listade i Catalogue of Life.